# 第聶伯英雄站
第聶伯英雄站（羅馬化：Heroiv Dnipra  （ⓘ））是基輔地鐵奧博隆-特列姆基線的一個車站。第聶伯英雄站開通於1982年11月6日，設計者是亨納迪·安德烈耶夫。站名取自於第聶伯英雄街。

## 外部連結
- Kyivsky Metropoliten — Station description and photographs （乌克兰語）
- Metropoliten.kiev.ua — Station description and photographs （俄文）